# Lista volumelor publicate în Colecția Sci-Fi (Editura Teora)
Colecția Sci-Fi de la Editura Teora a publicat zeci de volume în peste un deceniu de existență, între 1993 și 2004. Aici au apărut autori și serii celebre, cum ar fi Isaac Asimov cu Seria Roboților, Seria Imperiul Galactic și Seria Fundația, sau Larry Niven cu Lumea Inelară.
În continuare este prezentată lista volumelor publicate în Colecția SciFi:

## 1993 - 2004
Între anii 1993 și 2004 au fost publicate 52 de numere ale Colecției SciFi. Unele dintre romanele apărute au fost reeditate de două sau mai multe ori, păstrându-se același număr din serie. Până la numărul 11, colecția a avut un design al copertei, pe care l-a modificat ușor pe parcursul următoarelor numere, stabilizându-se la un nou format începând cu numărul 16.
| Nr. | Autor(i)                          | Titlu                     | Titlu original                         | Traducător(i)                         | Data apariției | Note / Ref.              |
| --- | --------------------------------- | ------------------------- | -------------------------------------- | ------------------------------------- | -------------- | ------------------------ |
| 1   | Isaac Asimov                      | Zeii înșiși               | The Gods Themselves                    | Mihai-Dan Pavelescu                   | 1993           | reeditat în 1994 și 2000 |
| 2   | Isaac Asimov                      | Soarele gol               | The Naked Sun                          | Florin Ionescu                        | 1993           | reeditat în 1999         |
| 3   | Isaac Asimov                      | Pulbere de stele          | The Stars, Like Dust                   | Andrei Bantaș                         | 1994           | reeditat în 1999         |
| 4   | Isaac Asimov                      | Curenții spațiului        | The Currents of Space                  | Florin Șlapac                         | 1994           | reeditat în 1999         |
| 5   | Alan Dean Foster                  | Star Trek                 | Star Trek Log 1                        | Florin Șlapac                         | 1994           |                          |
| 6   | Isaac Asimov                      | Eu, robotul               | I, Robot                               | Dana Crivăț                           | 1994           | reeditat în 1999         |
| 7   | Isaac Asimov                      | O piatră pe cer           | Pebble in the Sky                      | Maria-Ana Tupan                       | 1994           | reeditat în 1999         |
| 8   | Isaac Asimov                      | Sfârșitul eternității     | The End of Eternity                    | Anca Răzuș                            | 1994           | reeditat în 1999         |
| 9   | Roger Zelazny                     | Drumul iadului            | Damnation Alley                        | Mihai-Dan Pavelescu                   | 1994           |                          |
| 10  | Isaac Asimov și Robert Silverberg | Căderea nopții            | Nightfall                              | Mihai-Dan Pavelescu                   | 1994           | reeditat în 2001         |
| 11  | Isaac Asimov și Robert Silverberg | Băiețelul cel urât        | The Ugly Little Boy                    | Dana Pătrănoiu                        | 1995           | reeditat în 2001         |
| 12  | Joe Haldeman                      | Conexiunea Psi            | Mindbridge                             | Mihai-Dan Pavelescu                   | 1995           |                          |
| 13  | Isaac Asimov                      | Povestiri cu roboți       | The Rest of the Robots                 | Georgeta Stancu                       | 1994           | reeditat în 1999         |
| 14  | Isaac Asimov și Robert Silverberg | Omul pozitronic           | The Positronic Man                     | Mihai-Dan Pavelescu                   | 1996           | reeditat în 1999         |
| 15  | Isaac Asimov                      | Roboții de pe Aurora      | The Robots of Dawn                     | Georgeta Stancu                       | 1996           | reeditat în 2000         |
| 16  | Larry Niven                       | Lumea de dincolo de timp  | A World Out of Time                    | Mihai-Dan Pavelescu                   | 1996           |                          |
| 17  | Isaac Asimov                      | Vântul schimbării         | The Winds of Change and Other Stories  |                                       | 1996           | reeditat în 1999         |
| 18  | Greg Egan                         | Carantina                 | Quarantine                             | Mihai-Dan Pavelescu                   | 1997           |                          |
| 19  | Isaac Asimov                      | Roboții și Imperiul       | Robots and Empire                      | Georgeta Stancu și Milena Unciu Leanu | 1997           | reeditat în 1997 și 2000 |
| 20  | Greg Egan                         | Distres                   | Distress                               | Mihai-Dan Pavelescu                   | 1997           |                          |
| 21  | Isaac Asimov                      | Călătorie fantastică      | Fantastic Voyage                       | Liviu Radu                            | 1997           |                          |
| 22  | Larry Niven                       | Lumea Inelară             | Ringworld                              | Mihai Bădescu                         | 1997           |                          |
| 23  | Arthur C. Clarke                  | Sfârșitul copilăriei      | Childhood's End                        |                                       | 1997           |                          |
| 24  | Isaac Asimov                      | Nemesis                   | Nemesis                                | Ioana-Magdalena Manea                 | 1997           | reeditat în 1998 și 2000 |
| 25  | Larry Niven                       | Inginerii Lumii Inelare   | The Ringworld Engineers                | Mihai Bădescu                         | 1997           |                          |
| 26  | George R. R. Martin               | Peregrinările lui Tuf     | Tuf Voyaging                           | Liviu Radu                            | 1997           |                          |
| 27  | Isaac Asimov                      | Perioada Campbell         | The Early Asimov                       | Mihai-Dan Pavelescu                   | 1998           | reeditat în 1999         |
| 28  | Isaac Asimov                      | Întemeietorii             | Buy Jupiter and Other Stories          | Mihai-Dan Pavelescu                   | 1998           | reeditat în 1999         |
| 29  | Isaac Asimov                      | Visele sunt sacre         | Earth is Room Enough                   | Mihai-Dan Pavelescu                   | 1999           |                          |
| 30  | Larry Niven                       | Tronul Lumii Inelare      | The Ringworld Throne                   | Mihai Bădescu                         | 1998           |                          |
| 31  | Isaac Asimov                      | Destinația: creierul!     | Fantastic Voyage II: DEstination Brain | Mihai-Dan Pavelescu                   | 1998           |                          |
| 32  | Larry Niven                       | Protector                 | Protector                              | Mihai-Dan Pavelescu                   | 1998           |                          |
| 33  | Isaac Asimov                      | Calea marțiană            | The Martian Way and Other Stories      | Mihai Bădescu și Mihai-Dan Pavelescu  | 1998           | reeditat în 1999         |
| 34  | Greg Egan                         | Axiomatic                 | Axiomatic                              | Mihai-Dan Pavelescu și Florin Pîtea   | 1999           |                          |
| 35  | Joe Haldeman                      | Pace eternă               | Forever Peace                          | Mihai-Dan Pavelescu                   | 1999           |                          |
| 36  | Isaac Asimov                      | Întrebarea finală         | Nine Tomorrows                         | Mihai-Dan Pavelescu                   | 1999           |                          |
| 37  | George R. R. Martin               | Zburătorii nopții         | Nightflyers                            | Mihai-Dan Pavelescu                   | 1999           |                          |
| 38  | Larry Niven și Jerry Pournelle    | Lumea Pay: Contactul      | The Mote in God's Eye                  | Mihai-Dan Pavelescu                   | 1999           |                          |
| 39  | Larry Niven și Jerry Pournelle    | Lumea Pay: Confruntarea   | The Mote in God's Eye                  | Mihai-Dan Pavelescu                   | 1999           |                          |
| 40  | Greg Egan                         | Luminescent               | Luminous                               | Mihai-Dan Pavelescu                   | 2000           |                          |
| 41  | Isaac Asimov                      | Planeta care nu a existat | The Planet That Wasn't                 | Mihai-Dan Pavelescu                   | 1998           |                          |
| 42  | Gregory Benford                   | Teama Fundației           | Foundation's Fear                      | Mihai-Dan Pavelescu                   | 2002           |                          |
| 43  | Arthur C. Clarke                  | Lumina întunericului      | The Wind From the Sun                  | Mihai-Dan Pavelescu                   | 2002           |                          |
| 44  | Greg Bear                         | Fundație și Haos          | Foundation and Chaos                   | Mihai-Dan Pavelescu                   | 2002           |                          |
| 45  | David Brin                        | Triumful Fundației        | Foundation's Triumph                   | Mihai-Dan Pavelescu                   | 2002           | reeditat în 2004         |
| 46  | Isaac Asimov                      | Fundația                  | Foundation                             | Mihai-Dan Pavelescu                   | 2002           | reeditat în 2004         |
| 47  | Isaac Asimov                      | Fundația și Imperiul      | Foundation and Empire                  | Gabriel Stoian                        | 2003           |                          |
| 48  | Isaac Asimov                      | Marginea Fundației        | Foundation's Edge                      | Gabriel Stoian                        | 2003           |                          |
| 49  | Isaac Asimov                      | Cavernele de oțel         | The Caves of Steel                     | Mihai-Dan Pavelescu                   | 2003           |                          |
| 50  | Isaac Asimov                      | Fundația și Pământul      | Foundatin and Earth                    | Mihai-Dan Pavelescu                   | 2003           |                          |
| 51  | Isaac Asimov                      | A doua Fundație           | Second Foundation                      | Mihai-Dan Pavelescu                   | 2003           |                          |
| 52  | Isaac Asimov                      | Înainte de Fundație       | Forward the Foundation                 | Mihai-Dan Pavelescu                   | 2004           |                          |

## Ediții cartonate
Colecția a inclus și un volum cartonat, nenumerotat, cu un format diferit de restul cărților, care întregește Seria Fundația a lui Isaac Asimov.
| Autor(i)     | Titlu               | Titlu original        | Traducător(i) | Data apariției | Note / Ref. |
| ------------ | ------------------- | --------------------- | ------------- | -------------- | ----------- |
| Isaac Asimov | Preludiul Fundației | Prelude to Foundation | Emilian Bazac | 2001           |             |

## Legături externe
- Editura Teora - Colectia Sci-Fi Arhivat în 2 noiembrie 2007, la Wayback Machine.
- Site-ul editurii
- [Publication Series: Sci-Fi (Editura Teora)], isfdb.org